# Iklódbördőce
Iklódbördőce is een plaats (község) en gemeente in het Hongaarse comitaat Zala. Iklódbördőce telt 352 inwoners (2001).